# Восстание в Квилу
Восста́ние в Кви́лу — событие, произошедшее в 1963-1965 годах во время Конголезского кризиса в провинции Квилу. Группа конголезских маоистов, возглавляемая Пьером Мулеле и сторонниками премьер-министра Патриса Лумумбы подняла восстание против правительства. Восстание было основано на борьбе за независимость и вызвано экономическими, социальными и культурными проблемами. При поддержке коммунистического Китая повстанцы использовали партизанскую тактику войны против правительственных войск. Это восстание совпало с восстанием Симба, которое произошло в то же время в восточных районах Конго.

## Предыстория
После убийства Лумумбы в начале 1961 года Мулеле присоединился к группе повстанцев и бывших политиков, которая была названа Национальным комитетом освобождения. Во главе с Кристофом Гбение, бывшим вице-премьером, целью группы было «освободить Конго от иностранного гнета».
Восстание, известное как «Вторая независимость», было революционной попыткой исправить несправедливость, которую многие в Конго испытали после обретения независимости в 1960 году. После обретения независимости наступил период социальной дифференциации. Те, кто стал частью новой элиты, и те, кто не был ее частью, имели совершенно разный уровень жизни. Политическая нестабильность внутри страны стала катализатором превращения недовольства в бунт. Многие потенциальные революционеры были молодыми людьми, которые чувствовали себя лишенными прав и поддержки со стороны правительства Моиза Чомбе. Позиция многих в Конго в этот период была охарактеризована как «борьба против иностранных империалистов и их конголезских приспешников». К концу 1963 года стоимость конголезского франка резко упала, школы были переполнены, а в провинции Квилу повысился уровень безработицы. Многие конголезцы считали, что их уровень жизни стал существенно хуже, чем до обретения Конго независимости.

«До Независимости мы мечтали, что она принесет нам массу чудесного. Все это должно было спуститься на нас с неба… Избавление и спасение… Но вот уже больше двух лет мы ждем, и ничего не пришло… Наоборот, наша жизнь труднее, мы беднее, чем прежде».— Жак Мерт, «Неделя в деревнях Лаба», Le mouvement Savoir-Vivr Experience de development communautaire rural (1962)
Это социальное недовольство, в сочетании с политической борьбой и враждебностью по отношению к президенту Джозефу Касавубу, привело к борьбе за власть и, в результате, к кризису в Конго.

## Подготовка к восстанию
Перед началом восстания Пьер Мулеле прошел военную подготовку в Китае. Этот опыт помог ему сформировать идеологию восстания, основанную на принципах маоизма. Основными идеями этой идеологии, которая теперь известна как "моделизм", стали:
- 1. Законы страны должны защищать благополучие всех граждан.
- 2. Правительство Конго защищает своих и держит богатство при себе, обращаясь с простыми людьми как с «рабами»[2].
- 3. Люди делятся на два класса: 1) богатые, капиталисты, которые наживаются на чужом труде; 2) рабочие и крестьяне, бедняки, или "народные массы" [2].
- 4. Все богатства в стране контролируются иностранцами.
- 5. Два класса находятся в постоянной борьбе. Либо стремятся уменьшить страдания, либо – реформировать и реорганизовать страну.
- 6. Все мужчины, независимо от их статуса и работы, когда-то были жителями деревень.
- 7. Жители деревень должны объединиться и бороться против правительства, солдат и полиции, чтобы свергнуть существующий режим и установить новый порядок, в котором все будут работать, чтобы иметь возможность есть; в котором иностранцы не смогут прийти и забрать богатство страны; и в котором нельзя будет украсть богатство другого человека.

Большинство завербованных повстанцев принадлежали к этническим группам мбунда или пенде, многие из которых подвергались притеснениям со стороны правительства и составляли более половины населения Квилу. Однако они занимали только 12 мест в правительстве провинции, что вызывало значительное недовольство.
Мулеле заставлял своих сторонников придерживаться строгого морального кодекса, подчеркивая уважение к гражданскому населению и самодисциплину. Восстание было поддержано Китаем, однако нет никаких доказательств физической поддержки, такой как оружие, персонал или боеприпасы. В то время как Мулеле строго придерживался своей идеологии, многие из его сторонников не были таковыми. В основном это были фермеры и рабочие, их часто было трудно контролировать. Многие люди, завербованные Мулеле, были не только очень воинственными в пользу гражданского неповиновения, но и радикальными в своем отношении к бельгийской колониальной власти и конголезскому правительству. Повстанцы также использовали «колдовство», чтобы деморализовать своих противников. Сообщается, что повстанцы использовали в качестве оружия мачете, отравленные стрелы, самодельные бомбы и огнестрельное оружие. Однако они были ограничены в эффективности своего оружия, которого им часто не хватало, а то, что было, часто приходило в негодность.
Мулеле начал свою деятельность в 1963 году с вербовки молодых людей в районах Гунгу и Идиофа. Он обучал их основам военного дела, а также помогал дезертирам из конголезской армии. Обучение включало физическую подготовку, изучение партизанской тактики, обучение шпионажу, а также идеологическую обработку. До начала восстания в 1964 году группы повстанцев были отправлены в различные районы Квилу принуждать жителей поддерживать восстание.

## Ход восстания
Восстание началось в августе 1963 года. Конфликт обострился 16 января 1964 года, когда повстанцы поднялись в городах Идиофа и Гунгу в провинции Квилу. Повстанцы атаковали португальский завод по переработке пальмового масла Лутшима-Мадаил и сожгли пять грузовиков компании, которые, как предполагается, использовались для перевозки солдат Национальной конголезской армии. 23 января повстанцы напали на христианскую миссию, убив трех пасторов. С этого момента религиозные, правительственные и промышленные учреждения стали главными противниками повстанцев. 5 февраля начальник штаба Конголезской армии попал в засаду и был убит. В первые недели восстания сотни полицейских и государственных служащих были замучены и казнены повстанцами. По мере роста уровня насилия и участившихся нападений это вызвало аналогичные восстания по всей стране, к примеру Восстание Симба. Повстанцы Квилу начали расширять свою зону влияния и быстро продвигаться на север, захватив Порт-Эмпен, Стэнливиль, Паулис и Лисалу в период с июля по август 1964 года. В ходе продвижения повстанцы начали получать значительное преимущество над правительственными войсками. Во многом это произошло из-за заявлений о магии, которой якобы обладали Мулеле и его солдаты; «что они неуязвимы и что пули превращаются в воду при попадании в повстанцев».
По мере своего продвижения, повстанцы совершали многочисленные массовые убийства на подконтрольных им территориях, чтобы устранить политическую оппозицию и запугать местное население.
Бывало, что участникам восстания помогали местные жители, возмущавшиеся присутствием правительственных войск. Некоторые города в районе Квилу были эвакуированы с помощью сил ООН.
В первые месяцы восстания, нападения были в основном спланированными и систематическими. Люди, деревни и города, которые подвергались нападению, определялись ценностями мулелистов. Правительство, чиновники и обеспеченные люди становились мишенями в первую очередь. Однако, по мере продолжения восстания, оно становилось все более разрушительным и отходило от идеалов, влияния и стандартов "мулелизма", а также его лидеров. Со временем убийства, грабежи, нападения и изнасилования стали более распространенными. Это стало особенно заметным после эвакуации европейцев из Квилу и прихода конголезской армии.
После первых успехов восстания, правительство Конго обратилось за международной поддержкой в борьбе с Мулеле и его войсками. В страну были переброшены подразделения иностранных наемников и 350 бельгийских десантников. Эти силы начали быстро освобождать районы, захваченные повстанцами. Иностранные наемники, вместе с правительственными войсками, проводили политику выжженной земли, чтобы деморализовать повстанцев в Квилу. Они разрушали деревни и уничтожали урожай, а также часто совершали массовые убийства мирных жителей. Примечательно, что в Киквите более 3000 мирных жителей было убито за один день во время события, которое полковник Джозеф Монзимба назвал "Национальной бойней Киквита".
Операция Организации Объединенных Наций в Конго находилась в процессе завершения, когда началось восстание Квилу, и насчитывала всего 5500 миротворцев, большинство из которых были развернуты в восточной части страны и оказались в затруднительном положении из-за последующего восстания Симба. Миссионеры, жившие в храмах на территории страны, также обратились за помощью. Для их спасения был собран небольшой отряд миротворцев. Спасательные операции продолжались с марта по апрель, благодаря чему было спасено около 100 человек. Помимо этого ONUC не играла никакой другой роли в подавлении восстания.
К началу 1965 года большая часть захваченных территорий была освобождена, и мятеж стал подходить к концу. В это время в провинции началась нехватка продовольствия, и повстанцы оказались в сложной ситуации, не имея возможности продолжать борьбу.
После подавления восстания Пьер Мулеле бежал из страны.
Через несколько лет президент Заира, Мобуту Сесе Секо выманил Мулеле из изгнания обещая ему амнистию. Он вернулся и был подвергнут жестоким пыткам и публичной казни; ему вырвали глаза, отрезали гениталии и ампутировали конечности. После этого Мулеле был утоплен в реке.